# 元村哲也
元村哲也（2月26日—）是日本的男性聲優。2012年2月為止所屬Production baobab，現隸屬於Bell Production。岐阜縣出身。

## 演出作品

### 電視動畫
2008年
- 妳是主人我是僕（搭訕男）
- 獸神演武 HERO TALES（團員）
- 無敵偵探貴公子（警官）
- 光速大冒險PIPOPA（艾許、東海林）

2010年
- KIDDY GiRL-AND（警衛機器人B）
- 銀魂（導演）
- 無頭騎士異聞錄 DuRaRaRa!!（黄巾賊、黄巾賊X）
- 哆啦A夢（老人、店主）
- 夢色蛋糕師（市松健）

2011年
- 賭博默示錄 破戒錄篇（客人C、員工B、客人D、男子C、客人D、客人B、客人E）
- 銀魂'（町人、加藤、看守B、服務員B）

2012年
- 宇宙兄弟（仲本）
- 足球騎士（司機）
- 哆啦A夢（松之湯主人）
- 獵人（第2作）（警衛）

### OVA
- SUPERNATURAL: THE ANIMATION（拉斯洛）

### 遊戲
- 柔和的鐘聲Continue（柯賽·韋恩）
- 玄天神劍

### 外語配音
- 決戰異世界：鬼哭狼嚎
- 犯罪心理

## 來源
1. ↑  .   [2012-03-07]. （原始内容存档于2016-03-04）.
2. ↑  元村哲也的X（前Twitter）

## 外部連結
- 所屬事務所公開簡歷 （页面存档备份，存于）
- 元村哲也 官方部落格 （页面存档备份，存于）
- 元村哲也的X（前Twitter）